# 사내변호사
사내변호사(社內辯護士)란 기업내에서 법적 업무를 담당하는 변호사를 말한다. 일반적으로 기업법무팀에서 근무하나 다른 영역(회계, 기술)에서도 근무한다.

## 한국
현재 한국 사내변호사는 약 900여명으로 파악되고 1800개가량의 상장회사 중 약 119개의 기업에서 한국변호사를 채용이며 업무는 계약서심사 및 작성, 사내연수·공부회 등의 강사, 법률상담, 소송관리, 규제제정, 거래처 및 상대처와의 협상·섭외, 신규법률·판례에 관한 조사연구, 채권회수, 주주총회의 준비·개최, 법무부문 전체의 총괄·매니지먼트, 감독관청과의 협상·절충·대응, 소속기업에 대한 변호사조회 등이다.사내변호사는 일을 맡았을 때 사실관계를 따지는 일부터 증거와 자료 수집 및 분석, 논리 구성, 사건이 법인의 내ㆍ외부 이해관계자들에게 미치는 영향을 고민하는 일까지 전부 사내변호사의 몫이며 실질적인 실무 교육이 반드시 필요한데 현실은 많이 부족하다는 지적도 있다. 현재 사내변호사 단체로 인하우스카운슬포럼(IHCF)과 한국사내변호사회(한사회)가 있는데 IHCF는 현재 회원 수 400여명, 한사회는 2012년 8월 기준으로 823명의 회원을 보유하고 있다.
사내변호사가 되기 위해서는 대부분의 회사가 국제거래를 하기 때문에 글로벌화된 기업환경에서는 영어와 회계 및 글로벌 마인드가 필수이며 법무실 이외에서 변호사로서의 장점을 살리기 위해서는 세무지식이 요구된다.

## 같이 보기
- 회사법
- 기업법무팀

## 참고 문헌
- 윤정민, 임윤경, 정미주 사내변호사의 리얼스토리, 고시계사, 2014. ISBN 9788958224921